# Specialità e varianti del poker
Questa pagina presenta una lista delle specialità e delle varianti del poker. Per quanto concerne il gioco e le sue regole basilari riferirsi alla voce poker.

## Specialità e varianti
Nel poker per specialità s'intende propriamente un gioco con le sue regole e meccanica. Le varianti invece sono le diverse forme con cui la specialità può essere giocata.
Sebbene il termine variante sia più spesso utilizzato, tale uso non è corretto quando si indica con esso una specialità.

## Classificazione delle specialità del poker
Le specialità del poker sono svariate e in numero praticamente illimitato; ciò nonostante questi giochi possono essere classificati in tre categorie:
- Community card poker
- Draw poker
- Stud poker

Il più antico gioco che porta il nome di poker è il classico 5 card draw, un semplice draw poker. Da esso si evolve il 5 card stud e da questi il 7 card stud. Attualmente i giochi più in voga sono i giochi a carte comunitarie in particolare il Texas hold 'em; intanto sono nati anche altri draw poker come deuce to 7 triple draw.
Vi sono anche giochi che contengono altri giochi.

## Le principali specialità del Poker
Qui sotto vi è un elenco delle specialità maggiormente giocate, in particolare quelle che recano (*) sono le specialità giocabili al WSOP.

### Community card poker
- Chowaha
- Double-board hold'em
- Omaha (*)
- Texas hold 'em (*)
- Royal Hold'em
- Super Hold'em, stesse regole del Texas hold 'em, ma usando tre carte private invece di due
- Tahoe Hold'em, come il Super Hold'em cioè con tre carte private, ma coll'impossibilità di usarle tutte insieme per comporre il punto (se ne possono usare una o due); si gioca hi-lo
- Pineapple, come il Super Hold'em, in cui però una delle tre carte private, a scelta, va scartata subito
- Crazy Pineapple,  come il Super Hold'em, in cui una delle tre carte private, a scelta, va scartata dopo il secondo giro di scommesse, cioè prima di girare il turn; si gioca hi-lo
- Tic tac toe

### Draw Poker
- 5 card draw
- 32 card draw
- Ace to 5 Triple Draw
- Badugi
- California lowball (*)
- Deuce to 7 Triple Draw
- Kansas City lowball (*)

### Stud poker
- 5 card stud (*)
- 7 card stud (*)
- Caribbean Stud Poker
- Canadian Stud
- Razz (*)
- Telesina

## Varianti del poker
Ogni gioco può essere giocato con una o più varianti di gioco.
Le varianti del poker sono sostanzialmente le quattro sotto elencate:
- A limite (limit betting): le puntate hanno un limite superiore fissato a priori. Esistono due forme di limite, cioè lo spread limit (lett. limite diffuso) e fixed limit (i.e. limite fissato). La differenza fra le due forme è che nel limite fissato le puntate ed i rilanci hanno un valore unico fissato per i giri di puntate. Nel caso di limite diffuso viene invece indicato un intervallo; in questo caso un rilancio comunque non può avere un valore inferiore al rilancio o alla puntata precedente. Nel caso che vi siano almeno 3 giocatori attivi il numero massimo di rilanci ammessi è deciso dalle regole della casa da gioco, anche se solitamente sono ammessi solo 3 o 4 rilanci, l'ultimo dei quali è detto cap.  Quando però il numero di giocatori che concorrono al piatto sono solo due allora il numero di rilanci possibili è illimitato.
- Limite al piatto (pot limit betting): le puntate non sono bloccate in alcun modo, se non per il massimo rilancio che non deve superare la somma del piatto con le puntate già poste più la somma che si dovrebbe pagare per vedere le puntate. In questi giochi il mazziere ha l'obbligo di informare il giocatore, se richiesto, sull'entità del piatto.
- Senza limiti (no limit betting): come i giochi con limite al piatto, ma il giocatore ha facoltà di rilanciare e di puntare qualsiasi cifra, stack permettendo.
- misto (mixed): si alternano le varianti a limite e senza limite.
- High-low split: funzionano come i giochi a limite, l'unica differenza è l'assegnazione del piatto: se è presente una mano bassa (per mani basse si intendono combinazioni di 5 carte diverse tutte inferiori a una carta decisa prima della partita, solitamente il 9), il piatto viene diviso in due parti uguali da dividere tra il giocatore col punto più alto (qualunque mano non bassa forma un punto alto) e quello con la mano bassa più bassa. In una partita hig low 8 or better (la modalità hig low più diffusa), la mano bassa più alta è 8,7,6,5,4 (che però vale anche come scala e quindi è sia punto hig che punto low), e la mano bassa più bassa è 5,4,3,2,A (e anch'essa vale come scala e quindi è valida anche come punto hig). Nel caso non ci siano combinazioni basse il giocatore col punto alto più alto vince l'intero piatto. Nel caso un giocatore abbia una scala all'8 o inferiore, ha la possibilità di vincere metà piatto con la combinazione più alta (se non ci sono punti superiori alla sua scala) e l'altra metà con la combinazione più bassa (se non ci sono punti bassi più bassi).